# Monica Dickens
Monica Dickens   (Londres, 10 de maig de 1915 - Reading, 25 de desembre de 1992) va ser una escriptora anglesa. La seva obra té una gran component autobiogràfica a través de la qual descriu la societat anglesa del seu temps i les seves pròpies vivències.
Va néixer en una família de classe mitjana-alta i va ser besneta de l'escriptor Charles Dickens. Va rebel·lar-se contra la seva família quan havia de ser presentada en societat i va decidir dedicar-se al servei domèstic. Les seves experiències en aquesta etapa son el nucli de l'obra One Pair of Hands (1939). Posteriorment, durant la Segona Guerra Mundial, va treballar d'infermera i en una fàbrica d'avions. També va exercir el periodisme al Hertfordshire Express - un diari local de Hitchin. De les seves experiències en aquesta època va publicar My Turn to Make the Tea (1951).
Durant els anys 50 va casar-se i va traslladar-se als Estats Units, on va continuar escrivint novel·les i articles en diaris, la majoria d'ells situats a la seva Anglaterra natal. Va tenir durant tota la vida un gran interès en causes humanitàries, en contra la crueltat envers els infants, els animals i especialment amb la ONG Samaritans, de la qual va ajudar a fundar la seva filial de Massachusetts. Aquesta organització té un paper protagonista de la seva obra The Listeners (1970).
A partir dels anys 70 va publicar també literatura infantil i alguns dels seus treballs van ser adaptats a la televisió. El 1978 va publicar la seva autobiografia An Open Book. El 1985 va tornar al Regne Unit, on va morir el dia de Nadal de 1992.